# Jóansøka
|  | Sammenskrivningsforslag Artiklen Jóansøka er foreslået føjet ind i Sankthans. (Siden februar 2025) Diskutér forslaget |

Jóansøka stævnet er en folkefest på Suduroy.Festen afholdes normalt den sidste weekend i juni. I lige år i Vágur og ulige år i Tvøroyri i ulige år. Kaproningen afholdes altid lørdag eftermiddag.
Oprindeligt var Jóansøka ugen en ren sports- og kulturfestival, og selv i dag afholdes der en regatta for det færøske mesterskab i roning. Udover rokonkurrencen er der fodbold, cykling og løb. På den kulturelle side arrangeres forskellige udstillinger med kunsthåndværk, kunst og historiske artefakter. Dette suppleres af en kulturcafé. Som ved andre færøske folkefester er der altid færøsk kædedans om aftenen.

Fredag, lørdag og søndag sejler færgen Smyril ekstra ture til Joansøku-stævnet.

## Historie
Første gang Jóansøka blev holdt på Suðuroy var i 1923. Det kan have været på grund af, at arbejdsgiverne ikke brød sig om, at en stor del af øens arbejdsstyrke tog til Tórshavn for at fejre Ólavsøka i flere dage. Året efter, i 1924, blev datoen for stævnet på Suðuroy ændret til slutningen af juni.
Det er almindeligt, at de nyuddannede studenter fejrer deres dimission om fredagen i Jóansøka.

## Galleri
- Jóansøka i Tvøroyri.
- Kaproning i jóansøku i Vágur.
- Tvøroyrar Hornorkestur spiller i jóansøka i Vágur.
- Studenter i Vágur i jóansøka.